# Lobé (Ekondo-Titi)
Pour les articles homonymes, voir Lobé.
Lobe (Lobe Town ou Lobe Estate) est une localité du Cameroun, située dans l'arrondissement d'Ekondo-Titi, le département du Ndian et la Région du Sud-Ouest.

## Population
Lors du recensement national de 2005, Lobe comptait 7541 habitants.

## Économie
Le domaine de Lobé (3 000 ha) est une palmeraie agro-industrielle publique des Plantations Pamol du Cameroun (jadis détenu par le groupe britannique Unilever). Il emploie une importante main d’œuvre et produit principalement de l'huile de palme.

## Transport
La localité (plantation) est desservie par un terrain d'aviation.